# Îles des Saintes
Die Îles des Saintes („Inseln der Heiligen“ oder Les Saintes, „Die Heiligen“) sind eine Inselgruppe des französischen Überseedépartements Guadeloupe. Sie liegen ca. 15 km südöstlich der westlichen Hauptinsel von Guadeloupe und gehören ebenso wie diese zum Archipel der Kleinen Antillen im Atlantischen Ozean. Sie haben eine Fläche von 12,8 km² und 2661 Einwohner (Stand 2015), die sich auf die beiden Hauptinseln Terre-de-Haut und Terre-de-Bas verteilen.

## Geographie

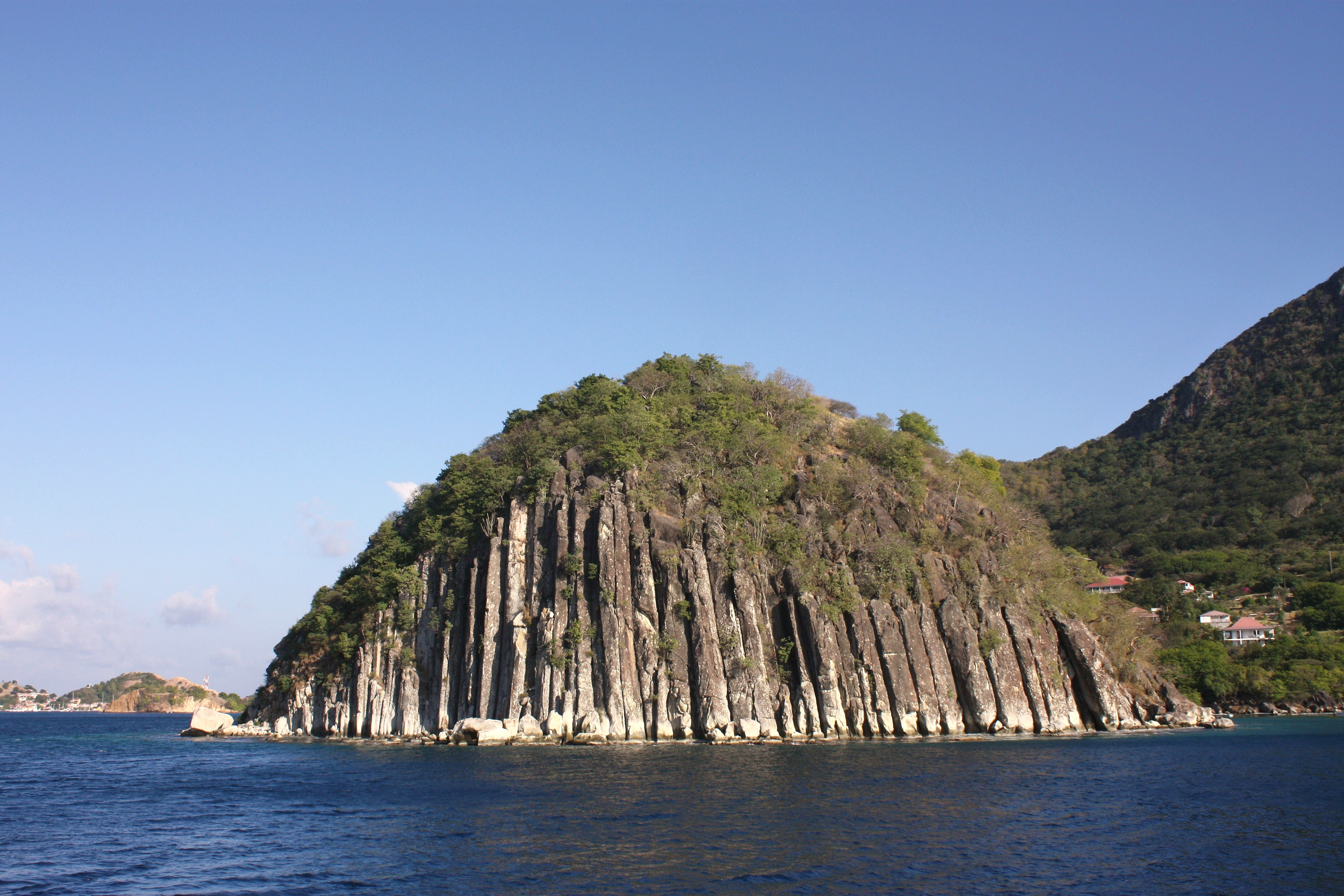
Die Basaltsäulen der Halbinsel Pain de sucre (Zuckerhut) auf Terre-de-Haut

Die zwei Hauptinseln der kleinen Inselgruppe sind Terre-de-Haut und Terre-de-Bas, wobei Terre-de-Haut den zentralen Platz mit einem einzigartigen Naturhafen darstellt. Im Nordosten dieser Insel befindet sich auch das historische Fort Napoléon, das den Eingang zum Hafen militärisch deckte. Auf Terre-de-Bas werden Kaffee, Baumwolle, Pfeffer und Bananen angebaut.

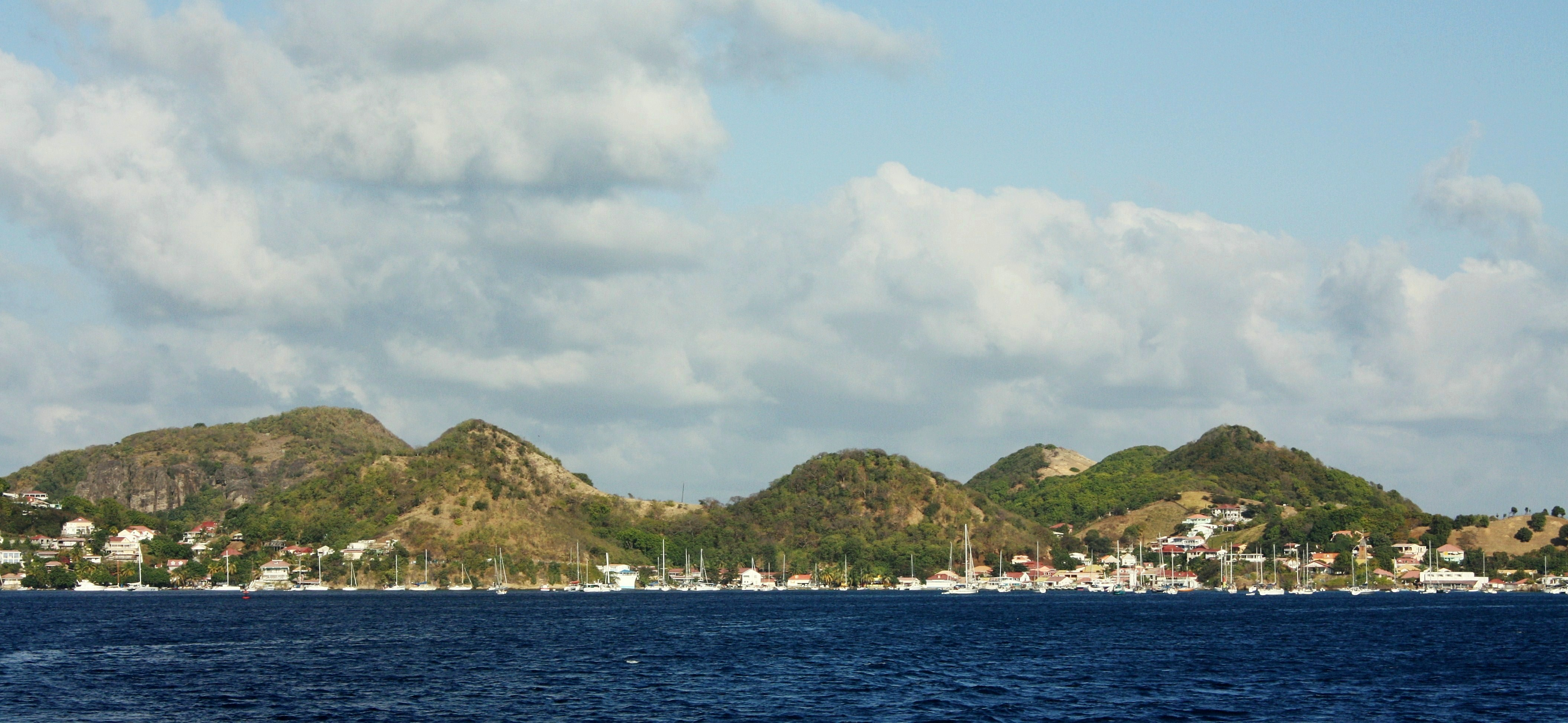
Der Hafen in der Bucht Baie des Saintes von Norden her gesehen

Weitere sieben Inseln sind unbewohnt, darunter auch das Inselchen Îlet à Cabrit, welches die Hafenbucht schützt.

## Geschichte
Die Saintes (ursprünglich spanisch Los Santos) verdanken ihren Namen Christoph Columbus, der hier an Allerheiligen 1493 anlegte und die Inselgruppe deshalb so benannte. Die ersten französischen Siedler ließen sich um 1648 nieder. Um die Insel wurde aufgrund der strategisch vorzüglichen Lage („Gibraltar der Antillen“) zwischen Frankreich und England gestritten, wobei die Inselgruppe erst 1816 definitiv französisch wurde.
Am 12. April 1782 fand vor der Küste der Inseln die Seeschlacht von Les Saintes statt.